# Joachim Boldsen
Joachim Boldsen, född 30 april 1978 i Helsingör, är en dansk före detta handbollsspelare (mittnia/vänsternia). Han spelade 186 landskamper och gjorde 405 mål för Danmarks landslag från 1998 till 2008.
Som spelare i SG Flensburg-Handewitt i Bundesliga, där han bland annat blev tysk mästare 2004, fick han smeknamnet "der Traktor" efter sin hårda spelstil.